# 彼得·赫曼
彼得·赫曼（英語：Peter Hermann，1967年8月15日—）是美國的一位演員、製作人和作家。他的妻子是瑪莉絲卡·哈吉塔，他有三個孩子。赫曼出生在紐約。